# Nishikawa Sukenobu

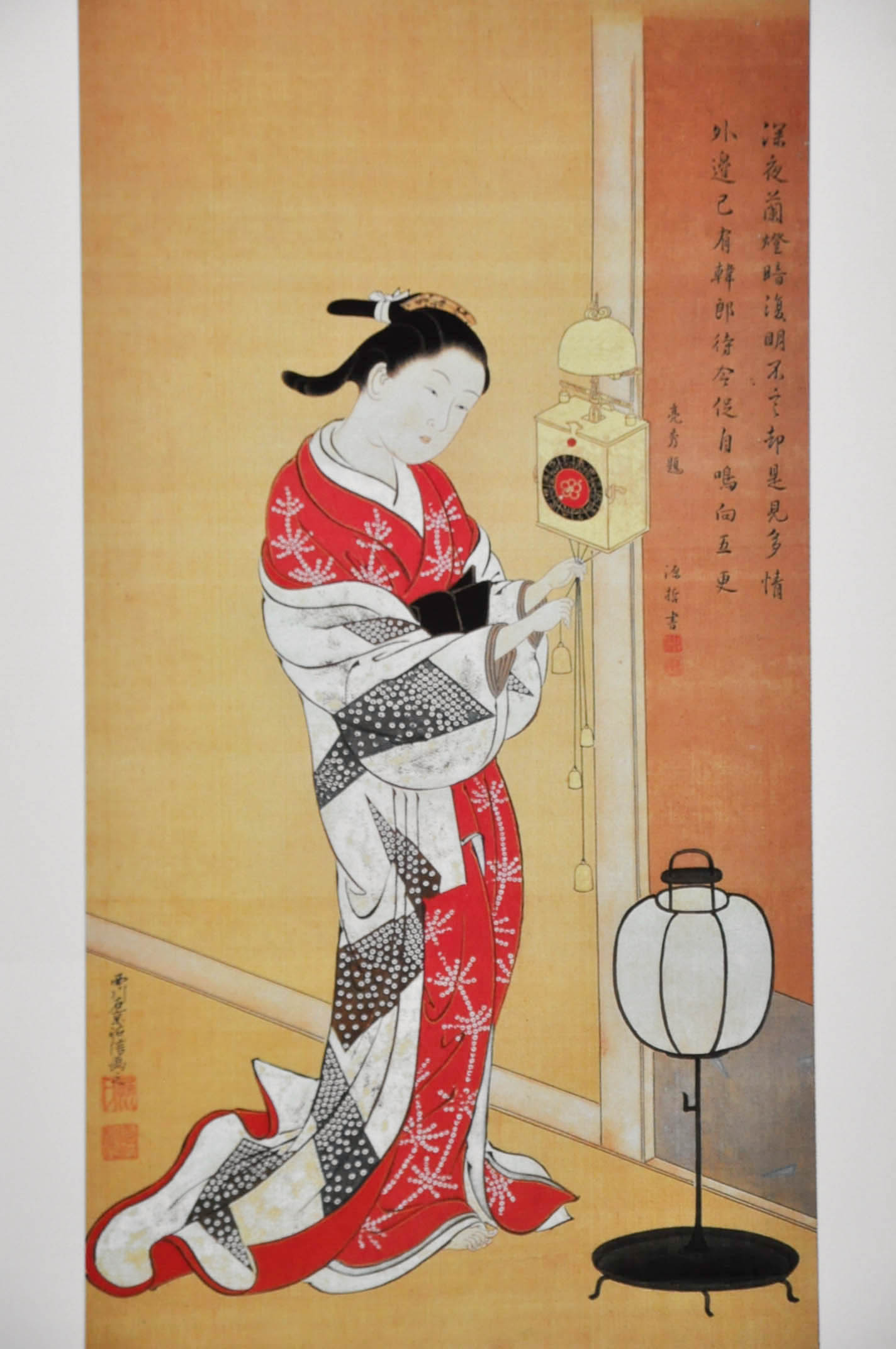
Bellezza con l'orologio, pittura su seta di Sukenobu: la bijin ("bella donna") sembra voler bloccare il meccanismo, presumibilmente per poter rimanere più a lungo con il suo amante. Prima metà del XVIII° secolo.

Nishikawa Sukenobu (西川 祐信?; Kyoto, 1671 – 1751) è stato un pittore e incisore giapponese di ukiyo-e e uno dei grandi interpreti dell'arte del bijin-ga.

## Biografia
Nishikawa Sukenobu nacque nel 1671 a Kyoto ed ebbe come nomi personali Yusuke, poi Ukyo, mentre come nomi d'arte ebbe Jitokusai e Bunkado, spesso preceduti dall'espressione "Yamato eshi", ovvero "pittore giapponese", che riflette il suo sentimento nazionalista. Studiò pittura con Kanō Einō della scuola Kanō, e poi con la scuola Tosa, subendo l'influenza di maestri come Hishikawa Moronobu, ma molti dei suoi dipinti mostrano abilità in più stili all'interno della stessa composizione, rivelando pure l'influenza di stili non studiati con i suoi maestri La sua vita è particolarmente lunga e impegnata, con una produzione considerevole, sia come pittore che come illustratore di libri. La sua produzione letteraria si attesta tra il 1698 ed il 1750.
Egli risiedette a Kyoto, il che ne fa un caso particolare nel mondo dell'ukiyo-e.

## Stile
Oltre ad un gran numero di dipinti notevoli per la loro grazia ed i loro colori caldi, ha illustrato molti libri. In più ha realizzato parecchie stampe di attori, ma sono le sue immagini di donne che lo fecero divenire famoso. Il suo Hyakunin jorō shinasadame (百人女郎品定? "Apprezzamento di cento donne"), pubblicato in due volumi nel 1723, raffiguranti donne di tutte le classi, dall'Imperatrice alle prostitute, venne accolto molto favorevolmente e lo rese celebre.
Le sue stampe sono spesso in bianco e nero, senza alcun colore. Tuttavia, si riconosce abbastanza facilmente il suo stile, grazie all'aspetto delle ragazze che dipingeva, sempre eleganti, a volte con un accenno di sorriso, vestite in kimono splendidamente ornati. Si dice che i più grandi tintori di Kyoto spesso domandavano dei modelli a Sukenobu, che pubblicò per loro, diverse raccolte di disegni per kimono.
Il suo stile influenzò notevolmente i successori, compreso Harunobu, anche se i volti rappresentati da quest'ultimo sono assai diversi, generalmente più snelli. Fra i suoi allievi si può citare Hasegawa Mitsunobu.

## Galleria d'immagini

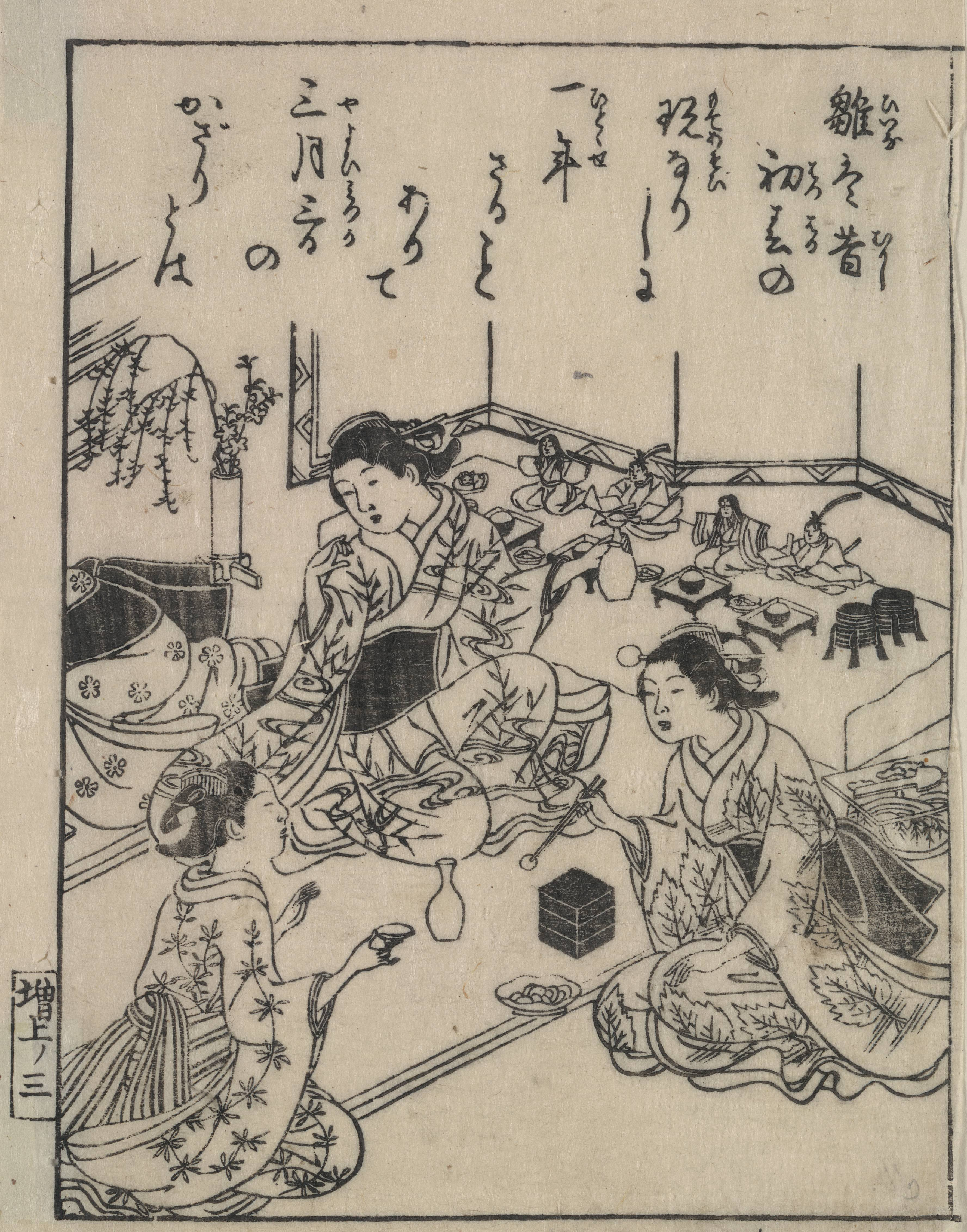
La cerimonia della bambola
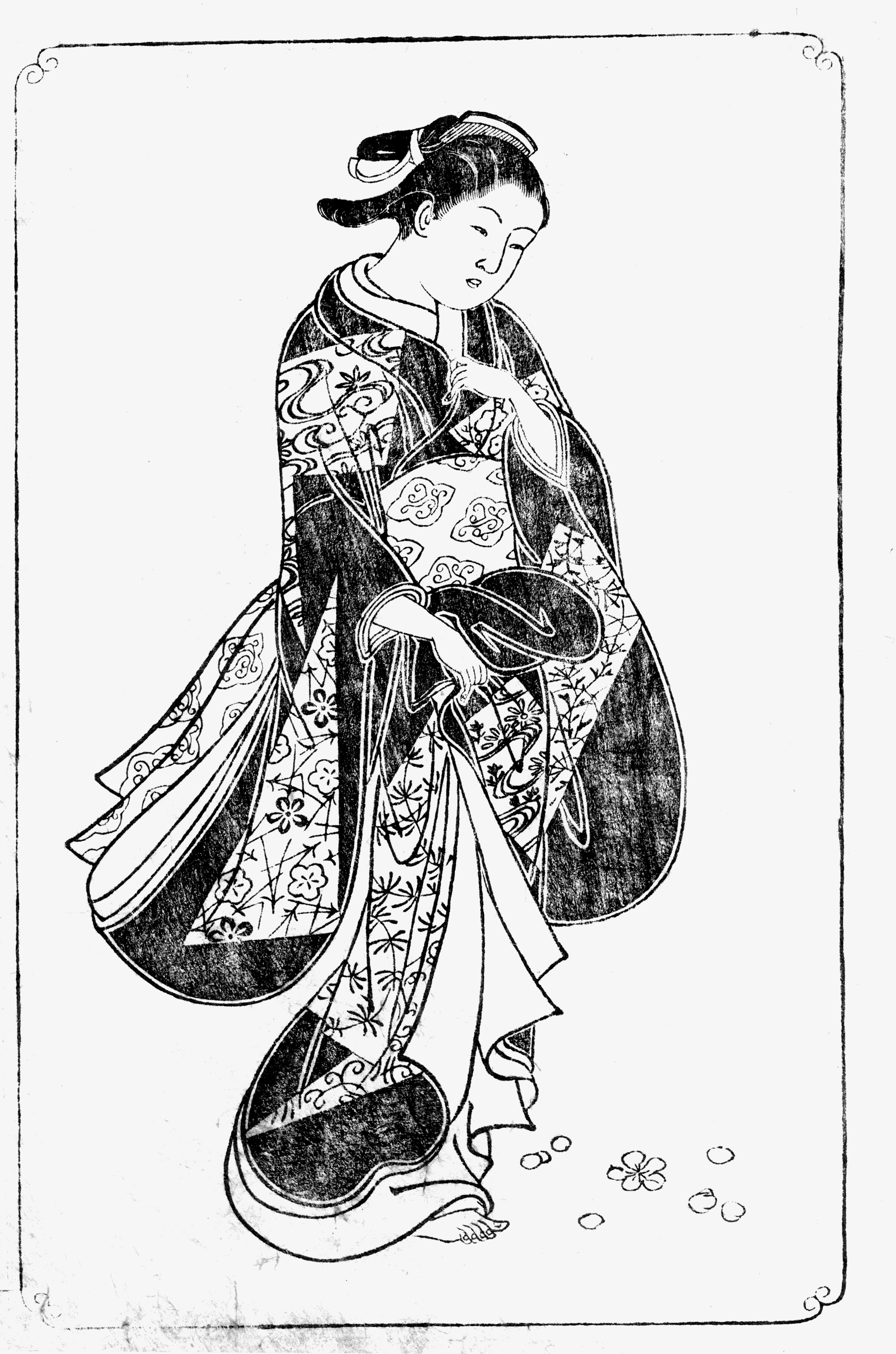
Dodicesima pagina del libro Ehon Asakayama, prima edizione, 1739
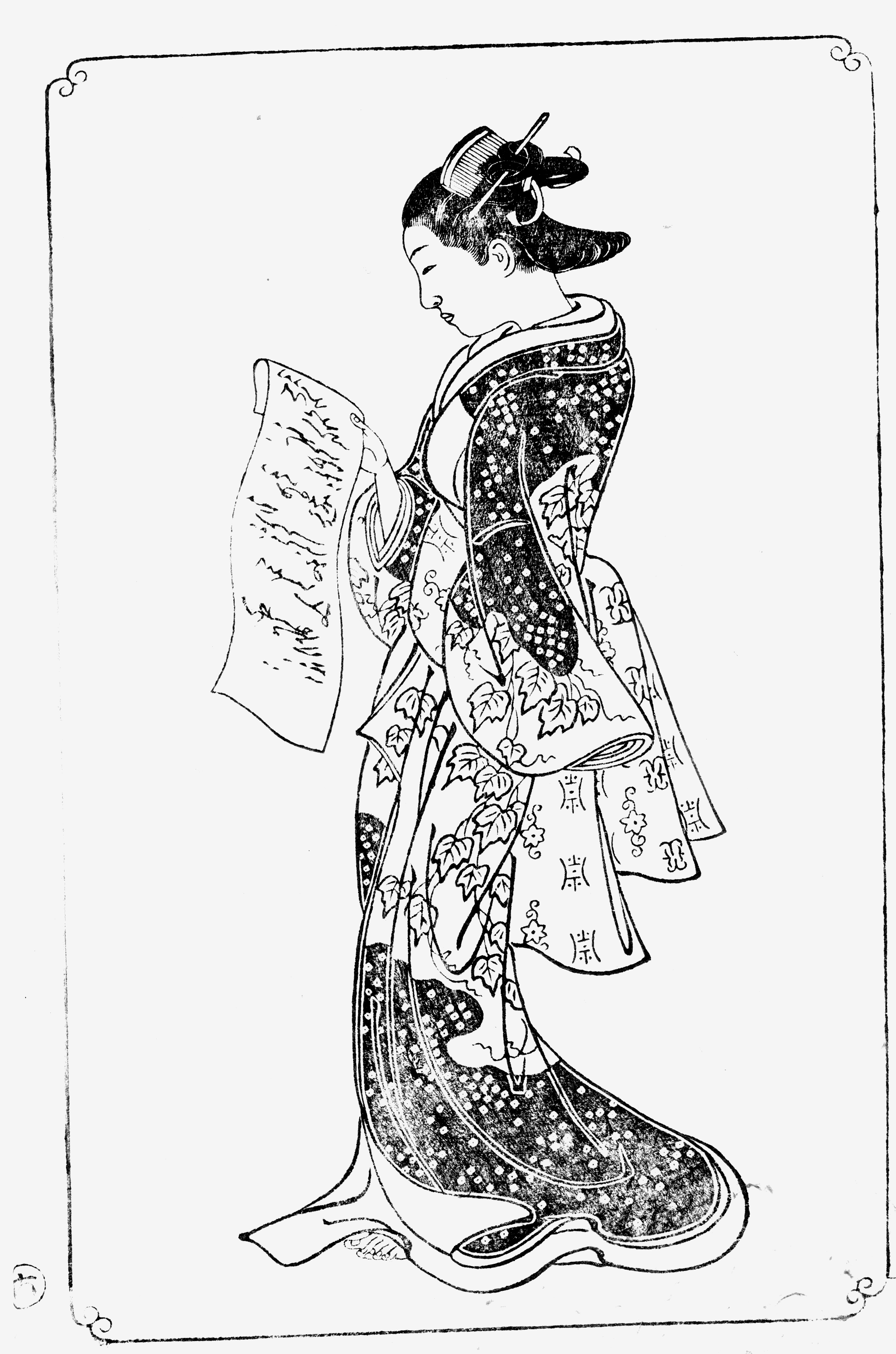
Tredicesima pagina del libro Ehon Asakayama
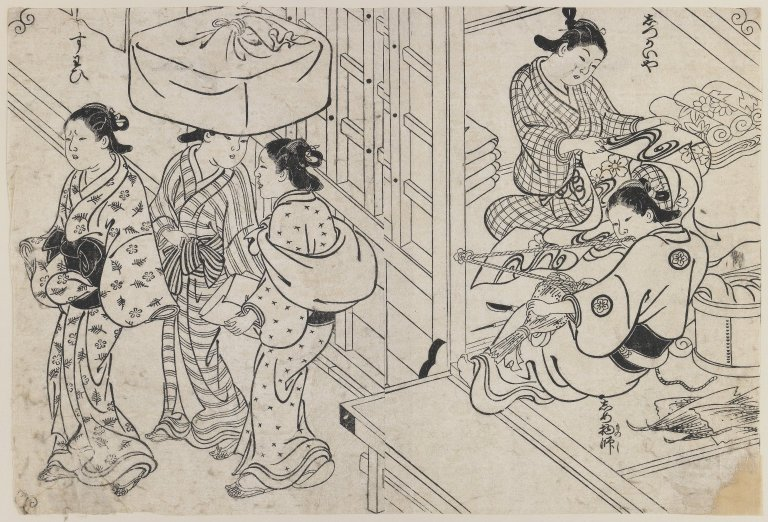
Donne che preparano un broccato
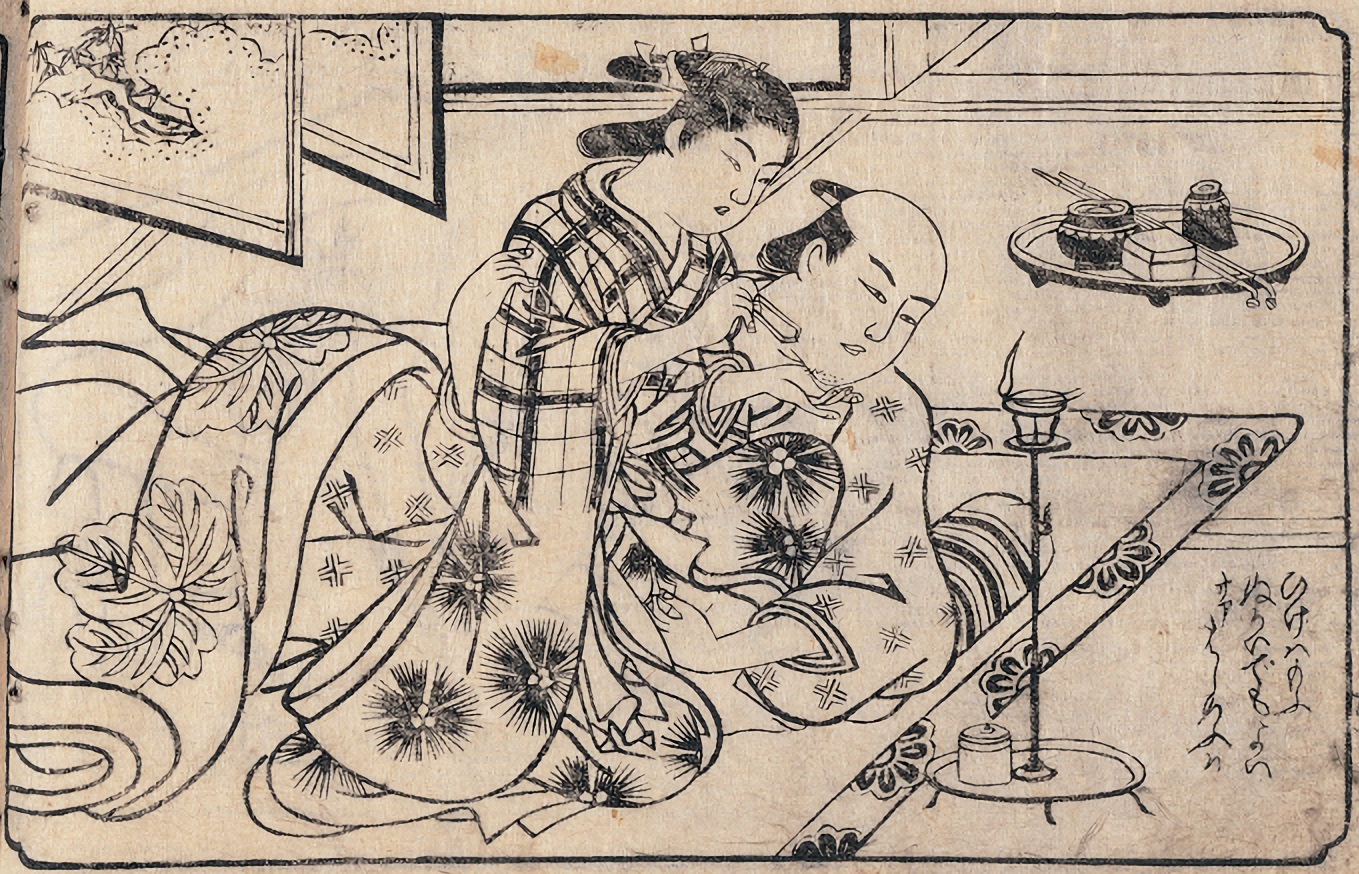
Furyo Iro Kaiawase